# Ébreuil
Ébreuil je naselje in občina v osrednjem francoskem departmaju Allier regije Auvergne. Leta 1999 je naselje imelo 1.230 prebivalcev.

## Geografija
Kraj leži v pokrajini Bourbonnais ob reki Sioule,66 km severno od središča departmaja Moulinsa.

## Administracija
Ébreuil je sedež istoimenskega kantona, v katerega so poleg njegove vključene še občine Bellenaves, Chirat-l'Église, Chouvigny, Coutansouze, Échassières, Lalizolle, Louroux-de-Bouble, Nades, Naves, Sussat, Valignat, Veauce in Vicq s 4.421 prebivalci.
Kanton je sestavni del okrožja Montluçon.

## Zanimivosti
- romanska cerkev Église Saint-Léger iz 11. stoletja;